# بخش سجاس‌رود
بخش سجاس‌رود یکی از بخش‌های شهرستان خدابنده در استان زنجان ایران است.

## تقسیمات کشوری
- بخش سجاس‌رود
  - دهستان آق‌بلاغ
  - دهستان سجاس‌رود
  - روستای نهاویس
  - دهستان چوزک
  - روستای زواجر

شهرها: سجاس
::::: چنگوری 

## جمعیت
بنابر سرشماری مرکز آمار ایران، جمعیت بخش سجاس رود شهرستان خدابنده در سال ۱۳۸۵ برابر با ۲۷۸۵۸ نفر بوده است.